# Межим
Межим (пол. Mierzym) — село в Польщі, у гміні Свешино Кошалінського повіту Західнопоморського воєводства.
Населення — 228 осіб (2011).
У 1975-1998 роках село належало до Кошалінського воєводства.

## Демографія
Демографічна структура станом на 31 березня 2011 року:
|          | Загалом | Допрацездатний вік | Працездатний вік | Постпрацездатний вік |
| -------- | ------- | ------------------ | ---------------- | -------------------- |
| Чоловіки | 118     | 24                 | 83               | 11                   |
| Жінки    | 110     | 21                 | 66               | 23                   |
| Разом    | 228     | 45                 | 149              | 34                   |